# 마쓰다이라 노부히데
마쓰다이라 노부히데(일본어: 松平信豪, 1813년 3월 27일 ~ 1865년 12월 6일)는 단바 가메야마 번의 제6대 번주로, 이이 나오스케의 장인이다.
1813년 3월 27일(분카 10년 2월 25일), 제5대 번주 마쓰다이라 노부유키의 7남으로 태어났다. 태어난 해가 1814년(분카 11년)이라는 설도 있다.
1816년(분카 13년), 아버지의 죽음으로 가독을 이어 제6대 번주가 된다. 1827년(분세이 10년 12월), 종5위하 기이노카미(紀伊守)에 서임된다. 번정에서는 가신과 영민의 교육화, 번교의 확장 등에 힘썼다.
1843년 3월 9일(덴포 14년 2월 9일), 양자 마쓰다이라 노부요시에게 가독을 양도하고 은거한다. 1865년 12월 6일(게이오 원년 10월 19일, 혹은 10월 27일)에 죽었다. 향년 53세.
| 전임 마쓰다이라 노부유키 | 제16대 가타하라 마쓰다이라 가 당주 1816년 ~ 1843년 | 후임 마쓰다이라 노부요시 |

| 전임 마쓰다이라 노부유키 | 제6대 단바 가메야마 번 번주 (가타하라 마쓰다이라 가) 1816년 ~ 1843년 | 후임 마쓰다이라 노부요시 |